# Hendon (London)
Hendon ist ein Stadtteil von London im Bezirk London Borough of Barnet und gehörte zur Grafschaft Middlesex.
1894 wurde Hendon ein städtischer Bezirk. 1965 wurde das Gebiet Teil der Londoner Stadtgemeinde Barnet.
Das hier befindliche London Aerodrome ist heute Bestandteil des Royal Air Force Museum London.

## Söhne und Töchter des Stadtteils
- Jack Raine (1897–1979), Theater-, Fernseh- und Filmschauspieler
- Richard Llewellyn (1906–1983), Autor
- Lionel Berry, 2. Viscount Kemsley (1909–1999), konservativer Politiker, Peer und Zeitungsredakteur
- John Clements (1910–1988), Schauspieler
- David Bohm (1917–1992), Physiker
- William Paton (1917–1993), Pharmakologe
- Denis Compton (1918–1997), Cricket- und Fußballspieler
- Bertha Crowther (1921–2007), Leichtathletin
- Ruth Prawer Jhabvala (1927–2013), Autorin
- Katharine Whitehorn CBE (1928–2021), Journalistin und Schriftstellerin
- Michael Podro (1931–2008), Kunsthistoriker
- Günter W. Zwanzig (1932–2021), Oberbürgermeister der Stadt Weißenburg in Bayern
- Henry Cooper (1934–2011), Boxer
- Valda Osborn (1934–2022), Eiskunstläuferin
- Walter E. H. Cockle (1939–2018), Papyrologe
- Harry Demetriou (* 1958), Pokerspieler
- Robert Elms (* 1959), Journalist
- Joe Beevers (* 1967), Pokerspieler
- Gary Breen (* 1973), Fußballspieler
- Lacey Turner (* 1988), Schauspielerin
- Rafi Gavron (* 1989), Schauspieler

ebenso:
- Hendon Mob, eine Pokergruppe